# Allorbimorphus lamellosus
Allorbimorphus lamellosus är en kräftdjursart som först beskrevs av Hugo Frederik Nierstrasz och Brender à Brandis 1923.  Allorbimorphus lamellosus ingår i släktet Allorbimorphus och familjen Bopyridae. Inga underarter finns listade i Catalogue of Life.